# Napier Lion
Napier Lion byl dvanáctiválcový letecký motor s válci do W vyvinutý a vyráběný firmou D. Napier & Son Ltd., šlo jeden z nejrozšířenějších typů leteckých motorů během 20. let XX. století.

## Vznik a vývoj

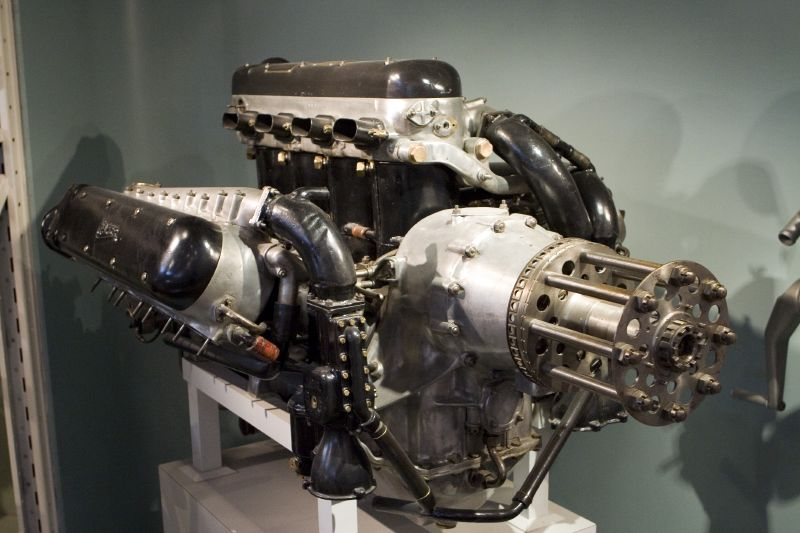
Motor Napier Lion II vystavený v „Canada Aviation Museum“ v Ottawě

Firma Napier se v roce 1915 zapojila do výroby motoru R.A.F.3a, o rok později začaly, na základě vládní zakázky, jednání o licenční výrobě tehdy vyvíjeného motoru Sunbeam Arab. Bylo ovšem zřejmé že ani jeden z nich není zrovna špičkovou konstrukcí na výši doby, takže majitel firmy, Montague Stanley Napier (1870 – 1931, nejmladší syn Jamese Murdocha Napiera a vnuk zakladatele firmy Davida Napiera), začal se svými spolupracovníky zvažovat zahájení vývoje vlastního motoru, který měl mít po všech stránkách lepší vlastnosti a vyšší výkony. Práce byly skutečně zahájeny v červenci 1916.
Nový motor se ve své koncepci vyznačoval řadou zajímavých a progresivních prvků, mj. uspořádáním válců ve třech řadách po čtyřech válcích (do tvaru písmene W), což vedlo ke zkrácení klikové skříně a klikového hřídele, a tedy i k úspoře hmotnosti a zmenšení rozměrů motoru, navíc kompaktní motor usnadňoval zástavbu do draku letounu (kratší klikový hřídel byl výhodnější i z hlediska snížení nebezpečí torzních kmitů). K snížení hmotnosti motoru přispělo i rozsáhlé použití hliníkových slitin, včetně použití pístů z Al. slitin (podobně tomu bylo například u osmiválců Hispano-Suiza či u rotačních motorů Bentley B.R.1 a B.R.2), čímž konstruktéři zemí Dohody významně předběhli německé konstruktéry (kupř. na motorech Mercedes D.IIIa byly použity hliníkové písty až v polovině roku 1918). Neméně nezvyklá byla krátkozdvihová koncepce, kdy zdvih pístů byl kratší než vrtání válců (tj. zdvihový poměr L÷D byl nižší než 1).
V následujícím roce se začal zhoršovat zdravotní stav M. S. Napiera, který tak byl nucen, ve věku 47 let, výrazně omezit svoji aktivní činnost a nadále se zabýval spíše jen základními otázkami vedení firmy. Většinu času poté strávil ve francouzském Cannes, kde byl až do své smrti 22. ledna 1931. Vedení vývoje nového motoru tak převzal A. J. Rowledge, nový šéfkonstruktér, pod jehož vedením byl vývoj motoru úspěšně dokončen (později jeden z významných techniků pracujících na vývoji leteckých motorů u firmy Rolls-Royce Limited, kam nastoupil v roce 1928).
Konstrukce motoru Lion patřila patrně k největším obchodním úspěchům firmy, ve 20. letech poháněl značné procento letounů ve výzbroji britského Královského letectva. V době největší poptávky, během roku 1927, firma dodávala 50 motorů měsíčně (!), což byla výroba na meziválečná léta nevídaná. Dominantní postavení neměl pouze v kategorii jednomotorových stíhacích letounů. Žádná pozdější konstrukce, a to včetně motoru Sabre, nedosáhla takového rozšíření.
Motor se ale dostal do povědomí široké veřejnosti zejména díky rychlostním soutěžím, kdy závodní „speciály“ Lion VII dopomohly Britům k získání řady vítězství. Tyto motory poháněly závodní letouny Gloster III, Gloster IV, Gloster VI Golden Arrow, Supermarine S.4 a Supermarine S.5. Známý je zejména poslední z nich, s nímž Britové vyhráli v roce 1927 Schneider Trophy (soutěž o Schneiderův pohár).

## Verze motoru Napier Lion
- Lion II (E64, sériově vyráběná verze z roku 1919) reduktor s převodem 1,517
- Lion IIB (E64, verze z roku 1925) reduktor s převodem 1,519
- Lion IV (verze z roku 1927) vývojová verze opatřená turbokompresorem, bez reduktoru
- Lion V (E64, verze z roku 1925) zdokonalená verze motorů Lion II a Lion IIB
- Lion VI (E75) další vývoj turbokompresorem vybaveného motoru Lion IV
- Lion VII (závodní motory z let 1925–1929)
  - Lion VII, verze z roku 1925 o výkonu 700 hp při 2700 ot/min
    - kompresní poměr 8, přímý náhon na pravotočivou vrtuli

  - Lion VIIA (E86), výkon 875 hp při 3300 ot/min
    - kompresní poměr 10, přímý náhon na pravotočivou vrtuli

  - Lion VIIB (E90), výkon 875 hp při 3300 ot/min
    - reduktorem opatřený motor Lion VIIA (převod 1,305), pravotočivá vrtule

  - Lion VIID (E94), výkon 1320 hp při 3600 ot/min
    - přeplňování odstředivým kompresorem, pravotočivá vrtule, reduktor s převodem 1,441
- Lion VIII (E83) upravená verze z roku 1927
  - přímý náhon pravotočivé vrtule, komprese 6,25, max. výkon 560 hp při 2585 ot/min
- Lion IX
  - reduktor s převodem 1,515, levotočivá vrtule, kompresní poměr 5,80
- Lion X
  - reduktor s převodem 1,515, levotočivá vrtule, kompresní poměr 5,80
- Lion XI (E89, verze z roku 1930)
  - reduktor s převodem 1,883, levotočivá vrtule, kompresní poměr 6,25
- Lion XV (verze z roku 1932)

## Použití
Ze skutečně dlouhého seznamu lze kupříkladu uvést letouny Airco D.H.4, Airco D.H.9, Avro 539, Avro 555, Avro 566, Avro 567, Avro 571, Avro 572, Blackburn Blackburn, Blackburn Dart, Blackburn Ripon, Blackburn Swift, English Electric M.3 Ayr, Fairey III, Fairey Fawn, Fokker DC.I, Handley Page O/400, Handley Page V/1500, Handley Page Hendon, Handley Page Hyderabad, Hawker Horsley, Micubiši 1MT, Micubiši B1M1, Parnall Pike, Parnall Possum, Parnall Puffin, Supermarine Sea Lion, Supermarine Seagull, Supermarine Seal, Supermarine Sheldrake, Supermarine Southampton, Supermarine Swan, Vickers Vernon, Vickers Victoria, Vickers Viking, Vickers Virginia, Vickers Vivid, Vickers Vixen, Westland Dreadnought či Westland Walrus.

## Technická data

### Napier Lion II
- Typ: pístový letecký motor s atmosférickým plněním, čtyřdobý zážehový vodou chlazený třířadý (s válci do W) dvanáctiválec vybavený reduktorem, s náhonem na levotočivou tažnou vrtuli
- Vrtání válce: 5 ½ in (cca 139,7 mm)
- Zdvih pístu: 5 ⅛ in (cca 130,17 mm)
- Zdvihový poměr: (L÷D): 0,9318
- Celková plocha pístů: 1839 cm²
- Zdvihový objem motoru: 1461 cu in (23 943 cm³)
- Rozvod čtyřventilový (dva sací a dva výfukové), DOHC (dva vačkové hřídele v hlavě)
- Kompresní poměr: 5,80
- Převod reduktoru: 1,517 (44÷29)
- Mazání: oběžné, tlakové
- Zapalování: magnety B.T.H. A.V.12
- Příprava směsi: dva karburátory typu Napier Claudel-Hobson HC7
- Délka motoru: 1461 mm
- Šířka motoru: 1067 mm
- Výška motoru: 1105 mm
  - Pozn.: rozměry platí jen pro tuto verzi motoru
- Předepsané palivo: směs benzín/benzol v poměru 80÷20
- Hmotnost suchého motoru (tj. bez provozních náplní): 435,4 kg
- Výkony:
  - vzletový: 450 hp (335,6 kW) při 1950 ot/min
  - maximální: 480 hp (357,9 kW) při 2200 ot/min, v nominální výšce 1524 m
- Kvalitativní parametry:
  - Střední efektivní tlak (výkon 480 hp při 2200 ot/min): 0,815 MPa
  - Střední pístová rychlost (při 2200 ot/min): 9,546 m/sec
  - Výkon (kW) vztažený na plochu pístů (při 480 hp): 0,195 kW na cm²
  - Poměr hmotnost ÷ výkon (při 480 hp): 1,22 kg/kW

### Napier Lion V
- Typ: pístový letecký motor s atmosférickým plněním, čtyřdobý zážehový vodou chlazený třířadý (s válci do W) dvanáctiválec vybavený reduktorem, s náhonem na levotočivou tažnou vrtuli
- Zdvihový objem motoru: 1461 cu in (23 943 cm³)
- Kompresní poměr: 5,80
- Převod reduktoru: 1,519 (41÷27)
- Předepsané palivo: směs benzín/benzol v poměru 80÷20
- Hmotnost suchého motoru: 440 kg
- Výkony:
  - vzletový: 440 hp (328,1 kW) při 2050 ot/min
  - maximální: 470 hp (350,5 kW) při 2200 ot/min, v nominální výšce 1524 m

### Napier Lion VIIB
- Typ: pístový letecký motor s atmosférickým plněním, čtyřdobý zážehový vodou chlazený třířadý (s válci do W) dvanáctiválec vybavený reduktorem, s náhonem na pravotočivou tažnou vrtuli
- Zdvihový objem motoru: 1461 cu in (23 943 cm³)
- Kompresní poměr: 10,00
- Převod reduktoru: 1,305
- Palivo: směs benzín/benzol v poměru 25÷75 s přídavkem antidetonantu, 2,36 cm³ TEL na litr paliva
- Hmotnost suchého motoru: 421,8 kg
  - (Napier Lion VIIA s přímým náhonem vrtule) 385,6 kg
- Výkony:
  - maximální: 875 hp (652,5 kW) při 3300 ot/min

### Napier Lion IX
- Typ: pístový letecký motor s atmosférickým plněním, čtyřdobý zážehový vodou chlazený třířadý (s válci do W) dvanáctiválec vybavený reduktorem, s náhonem na levotočivou tažnou vrtuli
- Zdvihový objem motoru: 1461 cu in (23 943 cm³)
- Kompresní poměr: 5,80
- Převod reduktoru: 1,515
- Předepsané palivo: směs benzín/benzol v poměru 80÷20
- Výkony:
  - vzletový: 460 hp (343 kW) při 2000 ot/min
  - maximální: 490 hp (365,4 kW) při 2200 ot/min

### Napier Lion XI
- Typ: pístový letecký motor s atmosférickým plněním, čtyřdobý zážehový vodou chlazený třířadý (s válci do W) dvanáctiválec vybavený reduktorem, s náhonem na levotočivou tažnou vrtuli
- Zdvihový objem motoru: 1461 cu in (23 943 cm³)
- Kompresní poměr: 6,25
- Převod reduktoru: 1,883
- Předepsané palivo: bezolovnatý letecký benzín (britská norma DTD 134)
- Hmotnost suchého motoru: 444,5 kg
- Výkony:
  - vzletový: 540 hp (402,7 kW) při 2350 ot/min
  - maximální: 580 hp (432,5 kW) při 2585 ot/min, v nominální výšce 1524 m
- Kvalitativní parametry:
  - Střední efektivní tlak (výkon 580 hp při 2585 ot/min): 0,839 MPa
  - Střední pístová rychlost (při 2585 ot/min): 11,217 m/sec
  - Výkon (kW) vztažený na plochu pístů (při 580 hp): 0,235 kW na cm²
  - Poměr hmotnost ÷ výkon (při 580 hp): 1,03 kg/kW